# ستارخوویتسه
ستارخوویتسه (به چکی: Stařechovice) یک منطقهٔ مسکونی در جمهوری چک است که در ناحیه پروستییوو واقع شده‌است. ستارخوویتسه ۶٫۵۸ کیلومتر مربع مساحت و ۵۴۲ نفر جمعیت دارد و ۲۵۰ متر بالاتر از سطح دریا واقع شده‌است.